# Persone di nome Adelaide
| Questa pagina contiene informazioni ricavate automaticamente dalle voci biografiche con l'ausilio del template Bio e di un bot. L'aggiornamento è periodico e automatico e ricostruisce completamente la pagina. Se manca una persona in questa lista, sei pregato di non aggiungerla, ma accertati piuttosto che la sua voce biografica contenga il template Bio e che i dati anagrafici siano correttamente compilati. Se il template Bio manca, inseriscilo tu stesso o, in alternativa, metti l'avviso {{tmp\|Bio}} che ne segnala la mancanza. Se i dati riportati sono sbagliati, correggi direttamente la voce biografica; le modifiche saranno visibili in questa lista entro pochi giorni. Per chiarimenti vedi il progetto antroponimi. La lista contiene solo le 81 persone che sono citate nell'enciclopedia e per le quali è stato implementato correttamente il template Bio. Pagina aggiornata al 6 ago 2025. |

Questa è una lista di persone presenti nell'enciclopedia che hanno il nome Adelaide, suddivise per attività principale.

## Artiste(1)
- Adelaide Cioni, artista e traduttrice italiana (Bologna, n. 1976)

## Attiviste(1)
- Haidi Giuliani, attivista e ex politica italiana (Sant'Ambrogio di Valpolicella, n. 1944)

## Attrici(7)
- Aide Aste, attrice italiana (Lucca, n. 1927 - Terni, † 2013)
- Adelaide Bronti, attrice statunitense
- Adelaide Clemens, attrice australiana (Brisbane, n. 1989)
- Adelaide Foti, attrice e regista italiana (Firenze, n. 1930 - Firenze, † 2014)
- Adelaide João, attrice portoghese (Lisbona, n. 1921 - Lisbona, † 2021)
- Adelaide Kane, attrice australiana (Claremont, n. 1990)
- Adelaide Lawrence, attrice statunitense (Brooklyn, n. 1905 - Beverly Hills, † 1989)

## Attrici teatrali(3)
- Adelaide Neilson, attrice teatrale inglese (Leeds, n. 1847 - † 1880)
- Adelaide Ristori, attrice teatrale italiana (Cividale del Friuli, n. 1822 - Roma, † 1906)
- Adelaide Tessero, attrice teatrale italiana (Firenze, n. 1842 - Torino, † 1892)

## Badesse(3)
- Adelaide di Vilich, badessa e santa tedesca (Geldern - Colonia, † 1015)
- Adelaide I di Quedlinburg, badessa tedesca
- Adelaide II di Quedlinburg, badessa tedesca (n. 1045 - † 1096)

## Cantanti(2)
- Adelaide Chiozzo, cantante, attrice e fisarmonicista brasiliana (San Paolo, n. 1931 - Rio de Janeiro, † 2020)
- Adelaide Hall, cantante statunitense (Brooklyn, n. 1901 - Londra, † 1993)

## Cantanti liriche(1)
- Adelaide Kemble, cantante lirica e scrittrice inglese (Londra, n. 1815 - † 1879)

## Contralti(1)
- Adelaide Malanotte, contralto italiano (Verona, n. 1785 - Salò, † 1832)

## Educatrici(1)
- Adelaide del Balzo Pignatelli, educatrice, scrittrice e filantropa italiana (Napoli, n. 1843 - Napoli, † 1932)

## Giornaliste(1)
- Adelaide Albani Tondi, giornalista e attivista italiana (Viterbo, n. 1863 - † 1939)

## Illusioniste(1)
- Adelaide Herrmann, illusionista e attrice inglese (Londra, n. 1853 - New York, † 1932)

## Imperatrici(1)
- Adelaide di Borgogna, imperatrice e santa (Seltz, † 999)

## Imprenditrici(1)
- Gail Zappa, imprenditrice statunitense (Filadelfia, n. 1945 - Los Angeles, † 2015)

## Insegnanti(1)
- Adelaide Coari, insegnante e sindacalista italiana (Milano, n. 1881 - Rovegno, † 1966)

## Mezzosoprani(1)
- Adelaide Borghi-Mamo, mezzosoprano italiano (Bologna, n. 1829 - Bologna, † 1901)

## Nobildonne(3)
- Adelaide di Brabante, nobildonna († 1265)
- Adelaide Antici Leopardi, nobildonna italiana (Recanati, n. 1778 - Recanati, † 1857)
- Adelaide da Romano, nobildonna italiana (Puglia, † 1251)

## Nobili(17)
- Adelaide di Normandia, nobile normanna
- Adelaide di Savoia, nobile (n. 1052 - † 1079)
- Adelaide di Lippe-Biesterfeld, nobile tedesca (Oberkassel, n. 1870 - Detmold, † 1948)
- Adelaide di Forcalquier, nobile († 1129)
- Adelaide di Vohburg, nobile tedesca (n. 1127)
- Adelaide di Rheinfelden, nobile tedesco († 1090)
- Adelaide di Ballenstedt, nobile tedesca
- Adelaide di Metz, nobile tedesca
- Adelaide di Weimar-Orlamünde, nobile tedesca († 1100)
- Adelaide di Narbona, nobile franca
- Adelaide di Eilenburg, nobile tedesca († 1071)
- Adelaide d'Assia, nobile tedesca
- Adelaide I di Borgogna, nobile (n. 1218 - Évian-les-Bains, † 1279)
- Adelaide di Vermandois, nobile franca (n. 1062)
- Adelaide di Gheldria, nobile tedesca († 1218)
- Adelaide di Hohenlohe-Langenburg, nobile tedesca (Langenburg, n. 1835 - Dresda, † 1900)
- Adelaide di Anhalt-Bernburg-Schaumburg-Hoym, nobile (Hoym, n. 1800 - Oldenburg, † 1820)

## Nuotatrici(1)
- Adelaide Lambert, nuotatrice statunitense (Ancón, n. 1907 - Bremerton, † 1996)

## Patriote(1)
- Adelaide Cairoli, patriota italiana (Milano, n. 1806 - † 1871)

## Pittrici(1)
- Adelaide Ametis, pittrice italiana (Torino, n. 1877 - † 1949)

## Poetesse(2)
- Adelaide Crapsey, poetessa statunitense (Brooklyn, n. 1878 - † 1914)
- Adelaide Anne Procter, poetessa britannica (Londra, n. 1825 - Londra, † 1864)

## Principesse(8)
- Adelaide Maria di Anhalt-Dessau, principessa (Dessau, n. 1833 - Königstein im Taunus, † 1916)
- Adelaide di Sassonia-Meiningen, principessa (Kassel, n. 1891 - La Tour-de-Peilz, † 1971)
- Adelaide d'Asburgo-Lorena, principessa austriaca (Vienna, n. 1914 - Pöcking, † 1971)
- Adelaide di Borbone-Orléans, principessa francese (Parigi, n. 1777 - Parigi, † 1847)
- Adelaide di Löwenstein-Wertheim-Rosenberg, principessa tedesca (Kleinheubach, n. 1831 - Ryde, † 1909)
- Adelaide di Schaumburg-Lippe, principessa (Bückeburg, n. 1821 - Itzehoe, † 1899)
- Adelaide di Schaumburg-Lippe, principessa tedesca (Castello di Ratibořice, n. 1875 - Ballenstedt, † 1971)
- Adelaide di Schleswig-Holstein-Sonderburg-Glücksburg, principessa (Grünholz Manor, n. 1889 - Salisburgo, † 1964)

## Religiose(1)
- Adelaide Sardi, religiosa e scrittrice italiana (Lucca, n. 1879 - Firenze, † 1930)

## Scrittrici(1)
- Adelaide Bernardini, scrittrice, poetessa e drammaturga italiana (Narni, n. 1872 - Mineo, † 1944)

## Scultrici(2)
- Adelaide Johnson, scultrice e attivista statunitense (Plymouth, n. 1859 - Washington, † 1955)
- Adelaide Pandiani Maraini, scultrice svizzera (Milano, n. 1836 - Roma, † 1917)

## Soprani(3)
- Adelaide Orsola Appignani, soprano, direttore d'orchestra e compositrice italiana (Roma, n. 1807 - Roma, † 1884)
- Adelaide Saraceni, soprano argentino (Rosario, n. 1895 - Milano, † 1995)
- Adelaide Tosi, soprano italiano (Milano, n. 1800 - Napoli, † 1859)

## Sovrane(7)
- Adelaide di Susa, sovrana italiana (Torino, n. 1016 - Canischio, † 1091)
- Adelaide del Friuli, regina (n. 850 - Laon)
- Adelaide d'Aquitania, regina francese († 1004)
- Maria Adelaide d'Asburgo-Lorena, regina (Milano, n. 1822 - Torino, † 1855)
- Adelaide di Fiandra, sovrana olandese († 1115)
- Adelaide di Sassonia-Meiningen, regina (Meiningen, n. 1792 - Westminster, † 1849)
- Adelaide di Savoia, regina (San Giovanni di Moriana, n. 1092 - Montmartre, † 1154)

## Sovrani(1)
- Adelaide d'Ungheria, sovrano († 1062)

## Senza attività specificata(7)
- Adelaide di Urslingen († 1267)
- Adelaide di Kiev (Kiev - Kiev, † 1109)
- Adelaide d'Alsazia, contessa francese
- Adelaide di Chalon
- Adelaide d'Angiò, contessa (Avignone, † 1026)
- Adelaide d'Olanda, contessa (Valenciennes, † 1284)
- Adelaide Bartlett, francese (Orléans, n. 1855)